# 일본전산

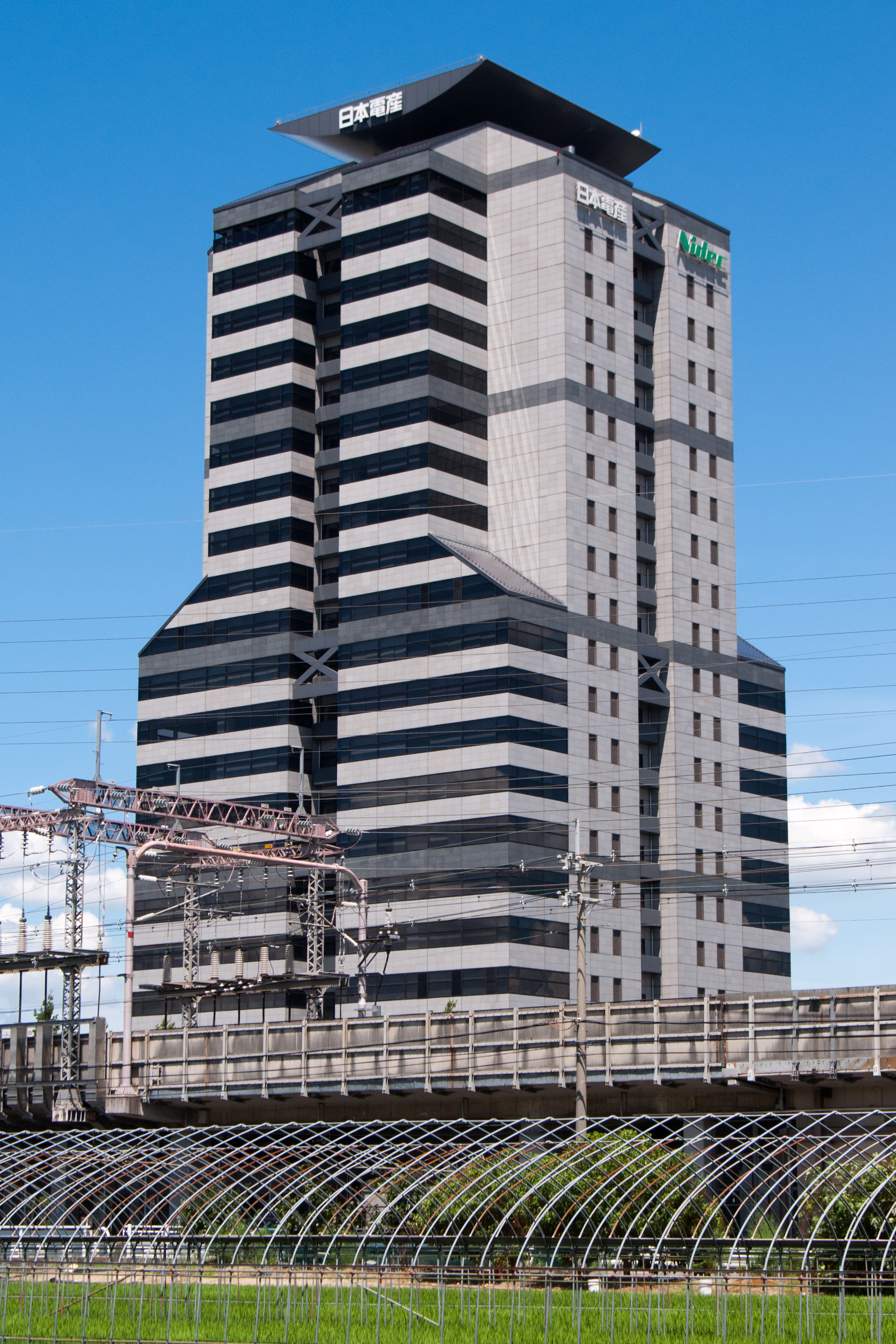
일본전산 본사와 중앙개발기술연구소

일본전산 주식회사(일본어: 日本電産株式会社, 영어: Nidec Corporation)는 1973년에 만들어진 일본의 모터생산회사이다.